# Nannophryne variegata
El sapito de tres rayas (Nannophryne variegata) es un anfibio anuro perteneciente la familia Bufonidae. Es endémico del bosque templado de Chile y Argentina. 

## Características
Es compacto y robusto, presentando una piel rugosa de coloración marrón o verde, con líneas longitudinales más claras. Mide de 4 a 5 cm en estado adulto. 

## Distribución
En Chile su distribución va desde la X Región de Los Lagos a la XII Región de Magallanes y de la Antártica Chilena hasta la isla Grande de Tierra del Fuego, siendo así el anfibio más austral del mundo. 
En Argentina habita los bosques del sudoeste de Neuquén y el oeste de Río Negro.